# Gottlieb Siegfried Bayer
Gottlieb Siegfried Bayer, även Theofil Siegfrid Bayer samt ryska: Готлиб Зигфрид Байер: Gotlib Zigfrid Bajer), född 5 januari 1694 i Königsberg, död 21 februari 1738 i Sankt Petersburg, var en tysk-rysk orientalist och historiker. 
Bayer blev filosofie magister i Leipzig 1717 och kallades 1726 till professor i klassiska antikviteter vid ryska vetenskapsakademien i Sankt Petersburg. Av hans många arbeten (mestadels utgivna i nämnda akademis handlingar) kan nämnas Origines russicæ, De varagis ("Varjager kom från Skandinavien"); Museum sinicum (två band, 1730, med bland annat grammatik, ordböcker och notiser om den kinesiska litteraturen) och Historia regni græcorum bactriani (1738).
I rysk historieskrivning är Bayer grundaren av den skandinaviska skolan, se: Normannism.